# Bortniki (rejon tłumacki)
Bortniki (ukr. Бортники, Bortnyky) – wieś na Ukrainie w rejonie tłumackim obwodu iwanofrankiwskiego.

## Ludzie
- Maurycy Doszot – dzierżawca dóbr Bortniki[2]